# Eitel-Friedrich Kentrat
Eitel-Friedrich Kentrat (1906 - 1974) est un officier de marine allemand. Il fut commandant de U-Boot, lors de la Seconde Guerre mondiale et reçut la très convoitée Croix de chevalier de la Croix de fer, en 1941. Kentrat est l'un des rares commandants de sous-marin allemand à avoir survécu à la bataille de l'Atlantique.

## Biographie
Eitel-Friedrich Kentrat naît le 11 septembre 1906 à Stahlheim, aujourd'hui Amnéville en Lorraine. Il se destine très jeune à une carrière militaire et s'engage, comme marin, dans la Reichsmarine en octobre 1925. Doué, le jeune Kentrat suit une formation d'officier en 1928. Kentrat est promu Leutnant zur See en 1932, Oberleutnant zur See en 1934, puis Kapitänleutnant, en 1937. En tant que lieutenant de vaisseau, il sert d'abord sur le Hessen, puis sur le Deutschland et enfin sur le Schlesien. Il est affecté ensuite à Stralsund en Mecklembourg-Poméranie-Occidentale, de mai 1938 à septembre 1939. Kendrat embarque à bord du Pinguin, puis sur le croiseur Scharnhorst. 

### Seconde Guerre mondiale
D'octobre 1939 à janvier 1940, le lieutenant de vaisseau Kentrat suit une formation spéciale d'officier sous-marinier. Il embarque dans l'U-25, un sous-marin de type I, construit en 1936. Affecté à la 1re U-Flottille, Kentrat commande l'U-8 en mai et juin 1940, participant à la bataille de l'Atlantique (1939-1945). Grièvement blessé à bord, Kentrat est hospitalisé à Esbjerg au Danemark. Il ne reprend un commandement qu'en octobre 1940, celui de l'U-74. Pour ses résultats au combat, Kentrat reçoit la Croix de chevalier de la Croix de fer en décembre 1941. 
Le  23 mars 1942, Kentrat est affecté à terre dans les chantiers navals. En septembre 1942, Eitel-Friedrich Kentrat prend le commandement de l'U-196. À bord de ce navire, Kentrat est promu Korvettenkapitän, capitaine de corvette, le 1er janvier 1943, grade qu'il détient à la fin des hostilités. Eitel-Friedrich Kentrat quitte l'U-196 en septembre 1944 pour le Japon, étant affecté à la base navale de Kōbe. Il est fait prisonnier au Japon en 1945, puis libéré en octobre 1947.
Au cours de ses missions, le commandant Kentrat coule huit navires, dont un navire de guerre, et en endommage deux autres. Il effectue l'une des plus longues missions opérationnelles de la Seconde Guerre mondiale, avec le sous-marin U-196, ayant quitté Kiel le  13 mars 1943, et rejoignant la base sous-marine de Bordeaux le 23 octobre 1943, soit 225 jours de mer. À son retour, il fut sévèrement critiqué par le Befehlshaber der U-Boote, chef des Forces sous-marines, pour ne pas avoir porté secours à temps à l' U-boot 197, le 20 août 1943. 
Avec "Ali" Cremer, Eitel-Friedrich Kentrat est l'un des rares commandants de sous-marin allemand de la Seconde Guerre mondiale à avoir survécu au conflit. Eitel-Friedrich Kentrat meurt le 9 janvier 1974 à Bad Schwartau, au nord de l'Allemagne.

## Commandements
- U-8 :	5.05.1940 - 7.06.1940[3] (1 mission de guerre)
- U-74 : 31.10.1940 - 23.03.1942[3] (7 missions de guerre)
- U-196 : 11.09.1942 - 21.09.1944[3] (2 missions de guerre)

## Décorations
- Eisernes Kreuz, 1re et 2e classes, le 13 avril 1941
- U-Boot-Kriegsabzeichen (1939)
- Ritterkreuz des Eisernen Kreuzes, le 31 décembre 1941
- U-Boot-Frontspange, le 20 septembre 1944

## États de services
- Fähnrich zur See, le 1er janvier 1930
- Leutnant zur See, le 1er octobre 1932
- Oberleutnant zur See, le 1er septembre 1934
- Kapitänleutnant, le 1er juin 1937
- Korvettenkapitän, le 1er janvier 1943

## Sources
- Busch, Rainer and Röll, Hans-Joachim : German U-boat Commanders of World War II, United States Naval Inst., 1999.
- Busch, Rainer and Röll, Hans-Joachim : Der U-Bootkrieg 1939-1945 (vol 2), 1997.